# Autoridad Central Provisional

Instituciones creadas durante la Revolución de 1848 (desde marzo hasta mayo de 1848)

Instituciones creadas durante la Revolución de 1848 (desde junio hasta septiembre de 1848)

La Autoridad Central Provisional fue el gobierno del Imperio alemán de 1848/1849, creada por la Asamblea Nacional de Fráncfort el 28 de junio de 1848. La autoridad central terminó el 20 de diciembre de 1849 y una Comisión Central Federal de Austria y Prusia asumió sus poderes.
La autoridad central estaba formada por un "regente imperial" (Reichsverweser), el archiduque Juan de Austria como monarca suplente y los ministros del Reich (Reichsministern) designados por el Reichsverweser. Este fue el primer gobierno pangermánico; no dependía legalmente sino de facto de la confianza de una mayoría en la Asamblea Nacional.
Después de un período inicial, se crearon varios ministerios con un total de más de cien empleados, incluido el Ministerio de Guerra, que continuó al frente de la comisión militar de la Confederación Alemana. Sobre todo, los estados individuales más pequeños, pero menos los más grandes, siguieron las instrucciones del gobierno central, que solo tenía medios limitados para lograr sus objetivos.

## Ocurrir

### Nombramiento de autoridad central y regente imperial

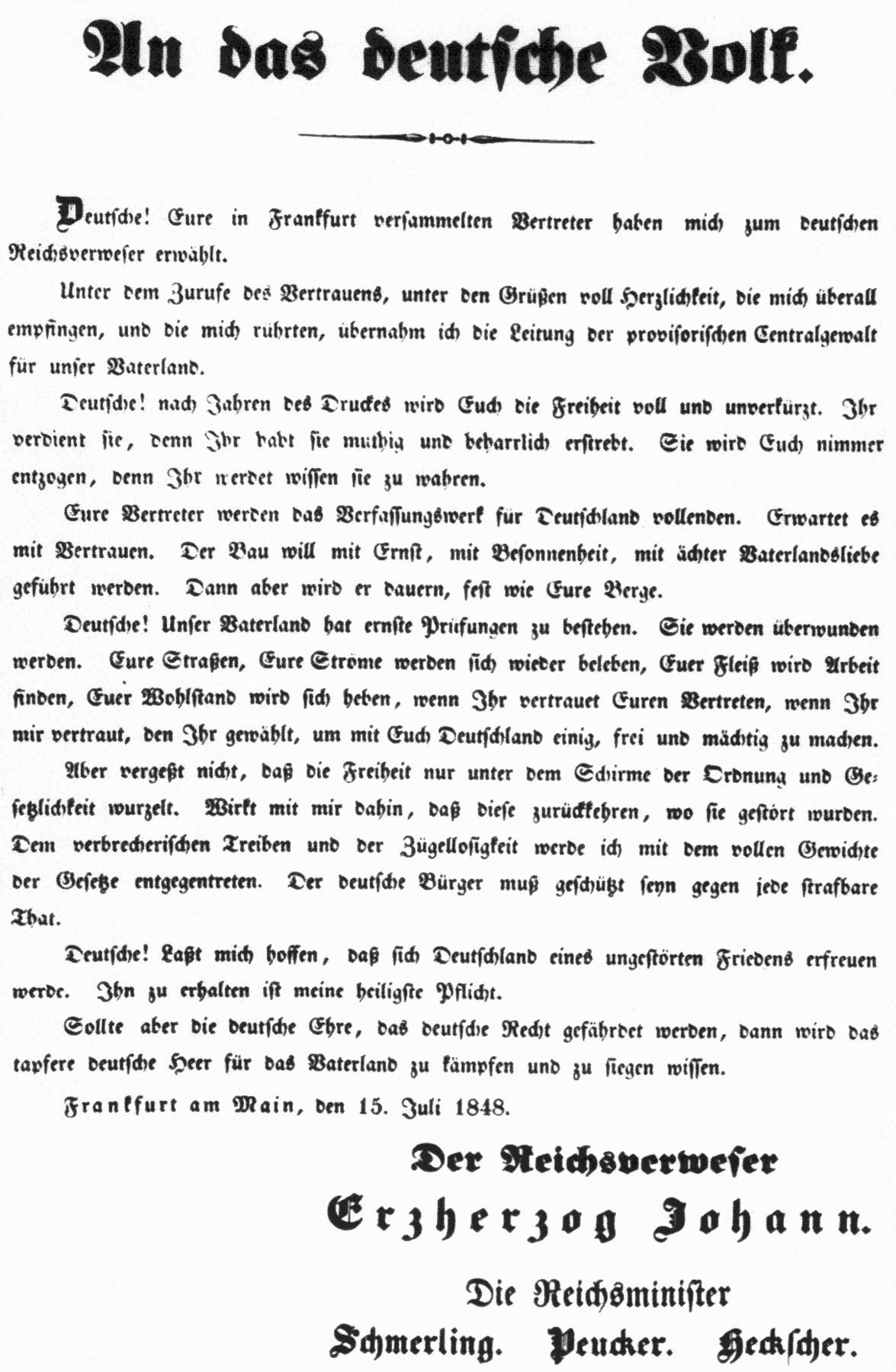
Llamamiento del regente imperial al pueblo alemán, 15 de julio de 1848

Cuando estalló la revolución en marzo y abril de 1848, el Bundestag trató de acomodar a los revolucionarios con varias resoluciones mientras conservaba las riendas de la acción. El 3 de mayo decidió nombrar un gobierno pangermánico (ejecutivo federal). Por la resistencia de los estados, pero también de los políticos liberales, que no querían enfrentarse a un hecho consumado, esto nunca sucedió.
Los largos debates sobre tal autoridad central continuaron tratando de una institución compuesta por varias personas, un directorio. Surgieron numerosas preguntas sobre la composición, tareas y poderes de este gobierno. El presidente de la Asamblea Nacional, Heinrich von Gagern, finalmente puso fin al debate el 24 de junio con su discurso sobre el “agarre audaz”: La Asamblea Nacional debe nombrar rápidamente a un individuo, un regente, bajo su propia autoridad sin consultar con los estados individuales. Esto simboliza la unidad de la nación mejor que un directorio.
A los pocos días, se aprobó una ley del Reich correspondiente, la Ley del Poder Central (28 de junio), y fue elegido un regente (29 de junio). Una de las cosas que hablaban a favor del archiduque Juan de Austria era que, como miembro de una casa principesca gobernante, podía agradar a la derecha y, debido a su supuesta popularidad, a la izquierda. Juan aceptó la elección el 4 de julio. El 15 de julio nombró a los tres primeros ministros.

### Actitud de los estados individuales

El gobierno del Reich según el sistema político de la Ley del Poder Central

A principios del verano de 1848, los viejos poderes en los estados individuales, los monarcas y sus partidarios, aún no se sentían lo suficientemente fuertes como para impedir un poder central. Así que se apresuraron a aprobar la elección del regente. El 12 de julio de 1848, el Bundestag incluso transfirió sus poderes al Reichsverweser y cesó sus actividades anteriores. Los estados individuales supuestamente querían apoyar al regente en su tarea.
En 1849, se reveló la importancia de esta decisión. Cuando en mayo la Asamblea Nacional y el Ministerio del Reich, y luego el gobierno prusiano, pidieron la dimisión del Reichsverweser, Juan no solo pudo referirse a su elección, sino también a la resolución del Bundestag.

## Estructura y método de trabajo

### Reichsverweser (regente imperial)

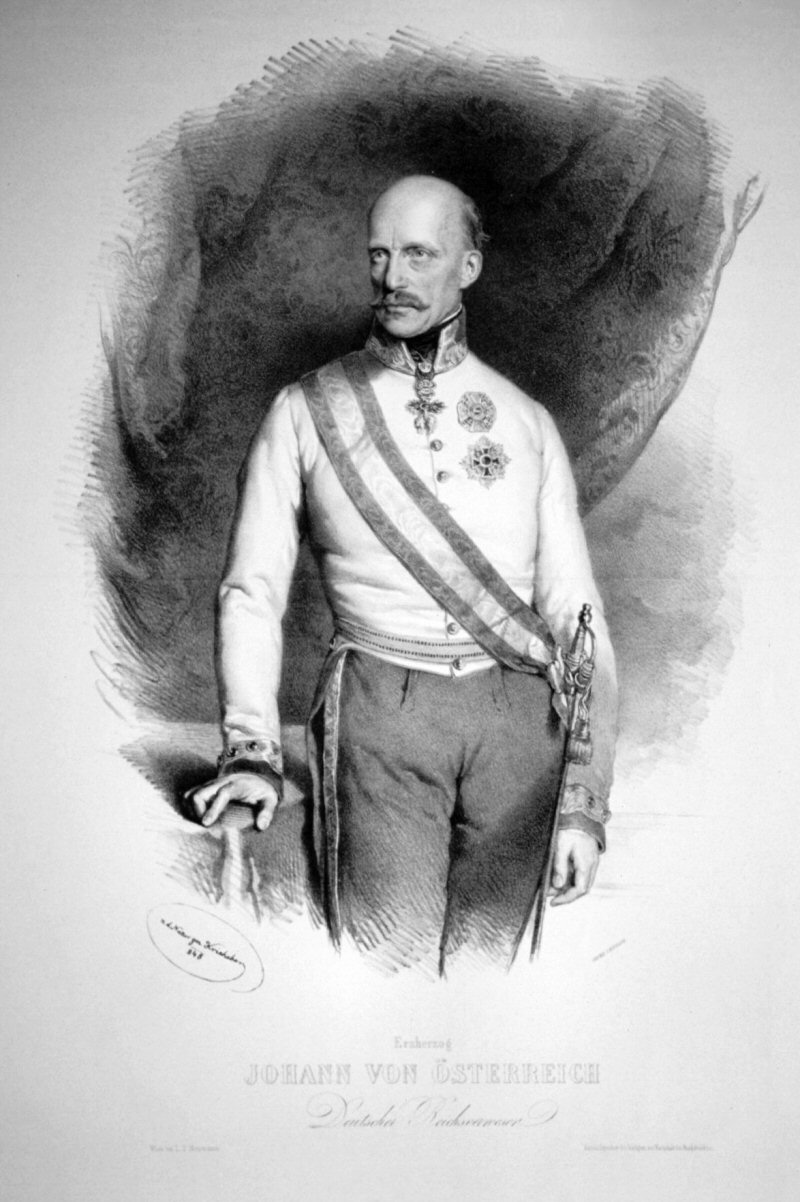
Archiduque Juan de Austria

El único regente era Juan de Austria, tío del emperador austríaco. Como gobernante benévolo en Estiria, promovió la economía, la cultura y se casó con una mujer de clase media. Parecía apropiado, o al menos tolerable, para muchos en la Asamblea Nacional; hasta mayo de 1849 apenas interfirió en las acciones de los ministros del Reich. Designaba como ministros a los candidatos que le habían sido propuestos por la Asamblea Nacional o por las facciones mayoritarias.
En mayo de 1849, sin embargo, hubo una ruptura entre la Asamblea Nacional y los ministros del Reich por un lado y el Administrador del Reich por el otro. Como austriaco, Juan no estaba en buenos términos con la Constitución Imperial de Fráncfort, que de facto se adaptó a una pequeña Alemania sin Austria. En la tarde de la promulgación de la constitución, el 28 de marzo, ya tenía redactada su carta de renuncia, pero los ministros lo persuadieron de quedarse para que no hubiera vacío de poder.
Sin embargo, dado que Juan no quería hacer nada por la constitución y su implementación, los ministros ahora presionaron por su renuncia. Pero este permaneció en su puesto y nombró gabinetes que carecían de la confianza de la Asamblea Nacional. Tras el fin ilegal de la Asamblea Nacional en mayo, Juan también rechazó la solicitud de Prusia de entregar poderes al gobierno central. Solo podía encontrarse en una solución en la que también participara Austria. Así que finalmente transfirió sus poderes el 20 de diciembre de 1849 de la Comisión Central Federal formada por Prusia y Austria.

### Ministros y ministerios
La autoridad central tenía relativamente poco que administrar. El Ministerio de Relaciones Exteriores era responsable de la diplomacia del Reich con las embajadas del Reich y el Ministerio de Guerra de las fortalezas del Reich y el departamento naval de la "flota imperial" (Reichsflotte), incluida la Oficina de Marineros en Bremerhaven. A fines de 1849, novecientos hombres pertenecían a la flota. Sin embargo, solo había dos embajadas permanentes del Reich y, aparte de eso, por ejemplo, el ministro del Interior no era responsable de ninguna autoridad policial, el ministro de Finanzas de ninguna oficina de impuestos y el ministro de Justicia de ninguna prisión. (Esto se debió en parte al federalismo alemán).
Los salarios de los ministros del Reich y Subsecretarios de Estado fueron fijados por la Asamblea Nacional. Debido a los debates sobre el armisticio y sus consecuencias, esto no sucedió hasta finales de diciembre de 1848. El comité de finanzas hizo una propuesta que deliberadamente no tuvo en cuenta la situación en los estados individuales, porque entonces tendrían que gastar mucho más. Así, la Asamblea Nacional fijó el salario de un ministro en mil florines al mes y para un subsecretario de Estado la mitad. En ese momento, el salario mensual del presidente de la Asamblea Nacional era de 2.000 florines, mientras que el departamento oficial del Reichsverweser pagaba alrededor de 1.500 florines al mes.

### Otras oficinas
Un Comisionado del Reich (Reichskommissar) estaba subordinado al ministro del Interior y se suponía que debía cumplir una tarea específica en un estado individual específico, por ejemplo, mediar con un estado o hacer cumplir una decisión de la autoridad central o la asamblea nacional. Como en general para la autoridad central, las posibilidades del Comisionado del Reich dependían de si el estado individual respectivo quería seguir sus instrucciones en absoluto.
Los enviados del Reich, los embajadores del Reich alemán, también tuvieron dificultades similares para afirmarse. Estaban subordinados al secretario de Estado. No fue posible reemplazar las embajadas de los estados individuales (más grandes) con un servicio diplomático de la autoridad central. Solo unos pocos países reconocieron a la autoridad central, especialmente los países más pequeños de Europa y los EE. UU. Además, la mayoría de los enviados imperiales solo se desplegaron temporalmente y no establecieron embajadas en el verdadero sentido de la palabra.

### Consejo de ministros
Karl zu Leiningen, le escribió al primer ministro el 16 de agosto de 1848 para que, que de ahora en adelante los ministros del Reich tuvieran que reunirse en conseil (para consultas) dos veces por semana en la casa del Reichsverweser, los miércoles y sábados por la mañana. También debía recibir notificación por escrito de los asuntos que requirieran su firma.
Sin embargo, hubo un acuerdo interno de que los ministros consultarían con los subsecretarios de Estado en el Consejo de ministros y allí tomarían decisiones. Así que apenas hubo negociación real en el consejo ministerial entre los ministros y el regente imperial. Si el regente se negaba, el asunto solía volver a discutirse en el Consejo de ministros. Después de eso, volvió al Minister-Conseil, e incluso si el Reichsverweser todavía tenía una opinión diferente sobre el asunto, finalmente dio su aprobación.
Desde el 19 de agosto de 1848, las reuniones del gabinete se llevaron a cabo regularmente. Eran casi diarios y podían durar horas. En las primeras reuniones no había ni siquiera un redactor de actas. El Ministerio del Reich en su conjunto recibió una plétora de consultas e informes de la Asamblea Nacional. Junto con las reuniones de la Asamblea Nacional, que también tenían lugar casi todos los días, y las reuniones de los grupos parlamentarios que tenían lugar a última hora de la tarde, había una gran carga de trabajo, cuyas consecuencias describió el ministro de Justicia Robert Mohl con la expresión envejecimiento antes de tiempo. 
Desde una decisión de la Asamblea Nacional el 28 de julio de 1848 se hizo más difícil realizar una consulta al Ministerio del Reich. Primero tenía que ser presentado por escrito al presidente de la Asamblea Nacional y luego requería el apoyo de la mayoría. Después de eso, el ministro del Reich responsable determinó cuándo respondería. Solo si la mayoría lo exigía a petición del parlamento, finalmente se discutía de inmediato.

### Personal
Si bien los materiales de trabajo a veces solo podían adquirirse con mucha demora, los ministros contrataban al azar a empleados experimentados o jóvenes, sin experiencia, sin poder darles un puesto fijo o un salario.
Para agosto de 1848, sin embargo, las estructuras administrativas de los ministerios ya funcionaban razonablemente bien. A medida que pasaban las semanas, era más fácil conseguir nuevos empleados, a través de conexiones y referencias, y porque se podía prometer una buena paga. Los involucrados superaron enérgicamente las condiciones desoladas del Palacio Federal. Según los archivos de Fráncfort con solicitudes de empleo, no podría haber escasez de solicitantes, al menos en los primeros días, según el historiador Thomas Stockinger.
A finales de agosto había un total de 26 personas en la administración del gobierno del Reich, a saber
- para el primer ministro del Reich, un secretario ministerial (que también actuó como secretario de las reuniones del gabinete), así como un secretario de la cancillería y un empleado de la cancillería;
- en el Ministerio de Relaciones Exteriores, un secretario ministerial, dos escribanos y un editor;
- en el Ministerio del Interior dos secretarios ministeriales (uno de los cuales es también director de despacho), un registrador y archivero ministerial, un director de expedientes, tres escribanos y un subsecretario;
- en el Ministerio de Justicia, un primer y segundo secretario ministerial (este último también escribano);
- en el Ministerio de Comercio, un consejero ministerial, un secretario y registrador ministerial, un secretario de asuntos aduaneros y comerciales, y un escribano y un voluntario;
- en el Ministerio de Guerra, un empleado de la oficina central del ministerio, un ordenanza, un ayudante de campo del ministro y un escribano;
- en el Ministerio de Finanzas dos empleados de la Administración del Tesoro del Reich, un secretario y un empleado.[10]

Hasta el 15 de febrero de 1849 el número aumentó de 26 a 105. La mayoría de ellos, más de 35, trabajaban en el Ministerio de Guerra, que también gestionaba las fortalezas imperiales de Rastatt y Ulm, luego venía el Ministerio de Comercio con 25 empleados, que desde noviembre de 1848 incluía también el Departamento de Marina (sólo se hilaba a un Ministerio de Marina separado en mayo de 1849).

Muchos puestos en el servicio del Reich fueron ocupados por funcionarios a quienes las autoridades estatales les habían concedido permiso; el director de expedición en el Ministerio del Interior, Joseph Rausek, había sido empleado anteriormente por la ley provincial en Praga. Podrían surgir problemas si las vacaciones no se concedían o se concedían a regañadientes, o si los gobiernos estatales intentaban influir en la política de Fráncfort a través de sus funcionarios del gobierno central.

### Finanzas

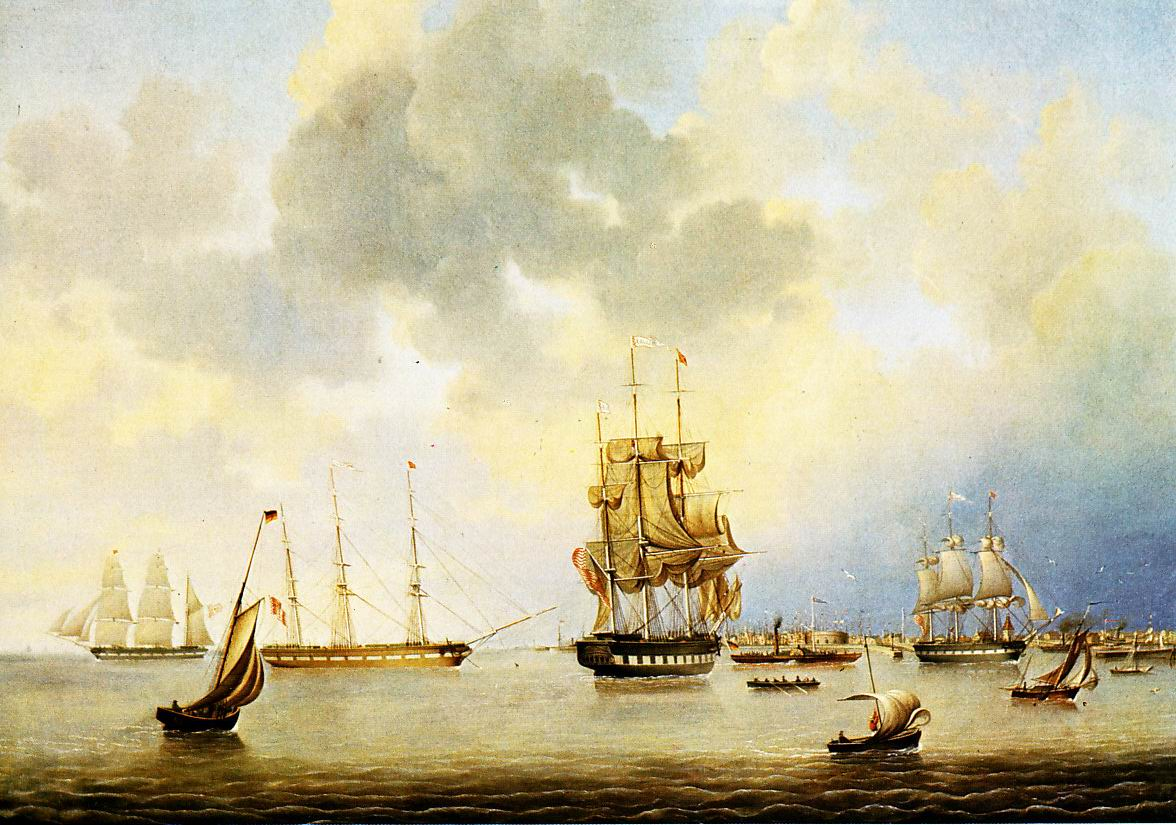
Barcos de la Flota Imperial frente a Bremerhaven

La autoridad central no surgió de la nada, porque tuvo un antecesor en la forma del Bundestag. En la Confederación Alemana, los estados individuales pagaron una parte de las finanzas a través de un impuesto, según lo estipulado en el registro federal.
Beckerath presentó el 23 de octubre de 1848 un presupuesto parcial para los meses de septiembre a diciembre, que quedaría como el único que había decidido la Asamblea Nacional. El gasto previsto ascendió a casi 10,5 millones de florines, principalmente para la construcción de la Reichsflotte (5,3), trabajos en las fortificaciones imperiales (3) y alimentos para las tropas imperiales (1,75). La autoridad central no estaba autorizada y no podía recaudar impuestos por falta de aparato, los gravámenes eran casi la única fuente de ingresos, junto con una cantidad menor de donaciones de la población para la flota. Sin embargo, los estados individuales no pagaron sus contribuciones muy rápidamente o no pagaron en absoluto. Por ejemplo, la autoridad central cubrió parcialmente los salarios con el dinero de las fortalezas.

## Gabinete
En el gobierno central había esencialmente dos equipos de gobierno, uno parlamentario, que dependía de la confianza de la Asamblea Nacional, y otro no parlamentario, que el Reichsverweser nombraba a su discreción. El primer equipo de gobierno estuvo inicialmente bajo la influencia del ministro Anton von Schmerling, hombre de confianza del regente imperial, aunque Karl zu Leiningen fue primer ministro durante más de un mes. En diciembre de 1848, Heinrich von Gagern se convirtió en primer ministro y permaneció así hasta mayo, casi hasta el final de la Asamblea Nacional. Durante este tiempo hubo mucha continuidad de personal con todos los cambios; El ministro de Guerra, Eduard von Peuck, formó parte de este equipo de gobierno de principio a fin.
El segundo equipo de gobierno fue designado por el regente imperial en mayo de 1849 y continuó dirigiendo el negocio hasta diciembre, cuando el Reichsverweser transfirió los poderes de la autoridad central a la Comisión Central Federal. Primero, Grävell fue primer ministro durante unos días, luego Wittgenstein durante más de seis meses, lo que lo convirtió en el titular del cargo con más años de servicio.

### Gabinetes Leiningen y Schmerling
El regente imperial Juan dejó la formación del gobierno principalmente al austriaco Anton von Schmerling, a quien él, junto con otros dos ministros, ya había designado el 15 de julio de 1948. Poco después del nombramiento del primer ministro Karl zu Leiningen, el gabinete se reorganizó y amplió de inmediato para incluir parlamentarios de centroizquierda en la Asamblea Nacional.
El gabinete de Leiningen se derrumbó el 6 de septiembre por el Armisticio de Malmoe. Dado que la oposición en la Asamblea Nacional no pudo formar un gobierno alternativo, el Reichsverweser mantuvo a los ministros en sus puestos y renovó su nombramiento el 17 de septiembre de 1941. El primer ministro del Reich renunció voluntariamente y el ministro de Relaciones Exteriores bajo la presión de sus colegas, por lo que el ministro del Interior Schmerling asumió el Ministerio de Relaciones Exteriores y encabezó el Consejo de ministros, aunque no se convirtió oficialmente en primer ministro.

### Gabinete Gagern

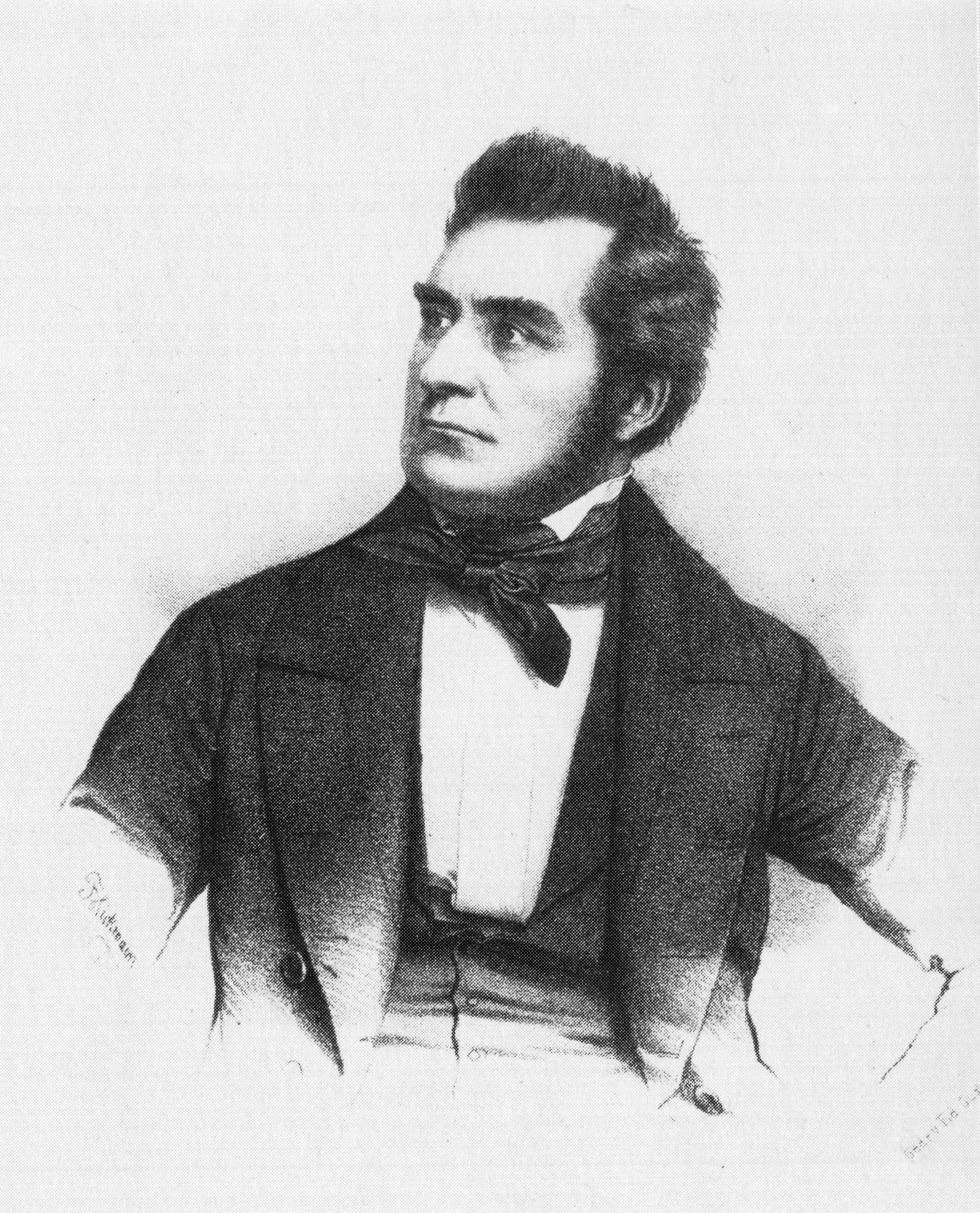
Heinrich von Gagern fue primer ministro del Reich desde diciembre de 1848 hasta mayo de 1849

En el otoño de 1848 quedó claro que Austria no estaba lista para participar en el emergente estado federal alemán. Esto empeoró la posición del austriaco Schmerling, en quien la facción liberal derechista Casino ya no confiaba. Schmerling renunció a mediados de diciembre y el regente nombró a Heinrich von Gagern como su sucesor, a regañadientes ya que el programa de la "pequeña Alemania" de Gagern excluía a Austria y se orientaba hacia Prusia. El resto del equipo de gobierno se mantuvo casi invariable. Esta fue la primera formación parlamentaria real de un gobierno en Alemania a nivel federal.
El propio Gagern estaba cerca de la facción Casino, pero no se había unido formalmente a ella porque era presidente de la Asamblea Nacional. En un momento en que se discutía la cuestión de la Pequeña/Gran Alemania, el gabinete de Gagern apoyaba la creación de una monarquía constitucional para el nuevo gobierno de Alemania. Logró organizar mayorías parlamentarias para su programa constitucional en marzo de 1849. Las mayorías fueron a veces estrechas y, tras una derrota provisional en la votación, el gabinete fue Marzo incluso solo ejecutivo en el cargo. El resultado fue la Constitución Imperial de Fráncfort del 28 de marzo de 1849. Sin embargo, a pesar de las negociaciones con los estados individuales, el rey de Prusia y los estados centrales (como Baviera y Hannover) no los reconocieron.

### Gabinetes Grävell y Wittgenstein

Acontecimientos en junio y julio de 1849

Luego de la renuncia de Gagern el 10 de mayo, Juan nombró a su sucesor el conservador Maximilian Karl Friedrich Wilhelm Grävell. Un voto de censura el 17 mayo pasó con apenas 12 votos en contra. Después de solo unos días, la presidencia fue entregada al ministro de Guerra August Ludwig zu Sayn-Wittgenstein-Berleburg, quien había estado a cargo desde el 21 de mayo pasado primer ministro del Reich. Los otros miembros del gabinete permanecieron igual.

## Final y secuelas
El primer ministro prusiano informó al Reichsverweser el 18 de mayo de 1849 que ya no consideraba válidas sus acciones y que la legación prusiana y las tropas prusianas en Schleswig-Holstein ya no estaban subordinadas a él. Pero Juan se refirió a la ley del 28 de junio de 1848 y rechazó las imposiciones de Prusia. Debido a que su cargo solo tenía una base legal pero ya no real, el regente sugirió a Austria y Prusia que asumieran sus poderes juntos en una Comisión Central Federal en Fráncfort.
Prusia quería establecer un estado federal más estrecho (política de la Unión) y exigió que Austria reconociera el derecho de los estados individuales a hacerlo. Austria, por otro lado, insistió en que Prusia primero reconociera a la oficina del Reichsverweser mientras no hubiera un nuevo organismo central. Así, un representante austríaco y otro prusiano concluyeron el 30 de septiembre de 1849 en Viena el contrato sobre el ejercicio provisional de los poderes del Reichsverweser. Transfirieron los poderes a una comisión central federal formada por dos austriacos y dos prusianos. Prusia esperaba poder establecer un estado federal sin Austria, que luego entraría en una federación con Austria (doble federación). Según el tratado, los estados individuales deberían ser libres de acordar una constitución alemana durante el período de transición. El contrato le dio a la Comisión Central Federal hasta el 1 de mayo de 1850.
El archiduque Juan declaró el 6 de octubre que quería dejar la Reichsverweserschaft y transferir sus poderes a Austria y Prusia. El 20 de diciembre, destituyó al Ministerio del Reich y entregó sus poderes a la Comisión Central Federal.

## BIbliograf
- Ralf Heikaus: Die ersten Monate der provisorischen Zentralgewalt für Deutschland (Juli bis Dezember 1848). Diss. Frankfurt am Main, Peter Lang, Frankfurt am Main [u. a.] 1997.
- Helmut Jacobi: Die letzten Monate der provisorischen Zentralgewalt für Deutschland (März-Dezember 1849). Diss. Frankfurt am Main 1956.
- Thomas Stockinger: Ministerien aus dem Nichts: Die Einrichtung der Provisorischen Zentralgewalt 1848. In: Jahrbuch der Hambach-Gesellschaft 2013, S. 59–84.